# Belosz Wukanowicz
Belosz – ban Chorwacji i Dalmacji, palatyn Węgier w okresie małoletności króla Gejzy II, wielki żupan Raszki w latach 1161–1162. Syn wielkiego żupana Urosza I.

## Życie

### Palatyn Węgier
Belosz był drugim synem wielkiego żupana Raszki Urosza I. W 1131 roku rządy nad Raszką objął jego starszy brat Urosz II. W tym samym mniej więcej czasie, około 1130 roku jego siostra Helena wyszła za mąż za syna księcia węgierskiego Almosa, Belę zwanego Ślepym. W 1131 roku zmarł król węgierski Stefan II. Przed śmiercią Stefan II wyznaczył na swego następcę kuzyna, Belę, oślepionego przed laty przez jego ojca Kolomana. Wraz z Heleną na dwór nowego króla Węgier przybył również Belosz. W okresie panowania Beli II (1131-1141) stał się jednym z głównych doradców ślepego króla. Bela zmarł w 1141 roku pozostawiając małoletniego syna Gejzę II. Regencję w jego imieniu objęła królowa wdowa Helena i jej brat Belosz. W 1142 roku Belosz przyjął tytuł bana Chorwacji i Dalmacji, nadawany potem młodszym synom królewskim, wyłączonym od dziedziczenia tronu. W 1145 roku został ogłoszony palatynem Węgier (comes palatinus).
W 1147 roku Normanowie włoscy Rogera II zdobyli bizantyńskie Korfu, Korynt i Teby. Cesarz bizantyński Manuel I Komnen wyparł ich w 1149 roku przy pomocy Wenecjan z Korfu i podjął przygotowania do najazdu na Italię. W tej sytuacji Normanowie zwrócili się do Belosza i Urosza II. Korzystając z zaangażowania Manuela na zachodzie Urosz II wraz z młodszym bratem Desą zaatakowali Zetę, zajmując 2/3 jej terytorium. Władca Zety, knez Radosław Gradišnić zbiegł do Kotoru. W jego ręku pozostały tylko miasta na wybrzeżu. Zagrożony przez Raszkan, zwrócił się o pomoc do Bizancjum i otrzymał posiłki z Dracza. Jednocześnie Belosz posłał braciom na pomoc oddziały węgierskie. W tej sytuacji Manuel II zrezygnował z wyprawy przeciw Normanom i zgromadzone w Avlonie wojska skierował przeciw Raszce. W krótkim czasie cała Zeta i Raszka z wyjątkiem Rasu znalazły się w ręku bizantyńskim, a Urosz II zbiegł w góry skąd starał się nękać Bizantyńczyków wypadami. W następnym roku Belosz wyruszył przeciw Bizantyńczykom na czele wojsk węgierskich. Połączone siły węgiersko-raszkańskie poniosły jednak druzgoczącą klęskę nad rzeką Tarą. 

### Wielki żupan Raszki
W 1161 roku, po śmierci Gejzy II, Bizantyńczycy próbowali osadzić na tronie węgierskim syna Gejzy II, Stefana IV. Belosz pełniący funkcję regenta pozbawił go jednak władzy i wtrącił do więzienia, po czym pozwolił udać się do Bizancjum. Z wydarzeniami walk o tron węgierski wiąże się przejściowe panowanie Belosza nad Raszką. Jan Kinnamos notuje w swej kronice, że Bizantyńczycy usunęli z tronu wielkożupańskiego Primislava i osadzili na nim Belosza. Kinnamos nie podaje daty wydarzenia te musiały jednak zajść przed 1163 rokiem. Historycy datują panowanie Belosza nad Raszką na lata 1161-1162, wiążąc je z destabilizacją sytuacji na Węgrzech po śmierci Gejzy II. Okoliczności objęcia przez Belosza władzy nie są znane. Możliwe, że bezpośrednio po śmierci Gejzy II wycofał się do Raszki przed siłami Stefana IV i stamtąd przygotował następnie akcję przeciw bizantyńskiemu pretendentowi do tronu węgierskiego. Efemeryczne panowanie nad Raszką wskazywałoby, że to nie Raszka leżała w centrum jego zainteresowań. Po jego powrocie na Węgry władzę nad Raszką przejął młodszy brat Desa. Wedle alternatywnej koncepcji Belosz został osadzony na tronie przez Bizantyńczyków, po usunięciu sprawiającego kłopoty Cesarstwu Urosza II, a w następnym roku został zastąpiony przez Desę.